# جو سوزوکی (بازیکن فوتبال، زاده ۱۹۹۳)
جو سوزوکی (ژاپنی: 鈴木 潤؛ زادهٔ ۳۰ ژوئیهٔ ۱۹۹۳) یک بازیکن فوتبال اهل ژاپن است.
از باشگاه‌هایی که در آن بازی کرده‌است می‌توان به باشگاه فوتبال گیفو اشاره کرد.